# Kanton Croix
Der Kanton Croix ist seit 2015 ein französischer Wahlkreis im Arrondissement Lille und im Département Nord.

## Gemeinden
Der Kanton besteht aus fünf Gemeinden mit insgesamt 75.987 Einwohnern (Stand: 1. Januar 2022) auf einer Gesamtfläche von 24,39 km²:
| Gemeinde       | Einwohner 1. Januar 2022 | Fläche km² | Dichte Einw./km² | Code INSEE | Postleitzahl |
| -------------- | ------------------------ | ---------- | ---------------- | ---------- | ------------ |
| Croix          | 20.956                   | 4,44       | 4.720            | 59163      | 59170        |
| Hem            | 18.579                   | 9,65       | 1.925            | 59299      | 59510        |
| Lannoy         | 1.791                    | 0,18       | 9.950            | 59332      | 59390        |
| Lys-lez-Lannoy | 13.987                   | 3,26       | 4.290            | 59367      | 59390        |
| Wasquehal      | 20.674                   | 6,86       | 3.014            | 59646      | 59290        |
| Kanton Croix   | 75.987                   | 24,39      | 3.115            | 5913       | –            |